# Berliet F3
Der Berliet F3 war ein nur als Pkw-Chassis mit Motor erhältlicher Wagen des Fahrzeugherstellers Berliet in Lyon aus dem Jahr 1909, welcher  wegen seiner steuerlichen Einstufung auch als Berliet 36 CV bezeichnet wurde.

## Geschichte und Technik
Wie lange der Berliet F3 gebaut wurde, ist den zur Verfügung stehenden Unterlagen nicht zu entnehmen. Für Fahrzeuge dieses Typs wurden die Chassisnummern 2041 bis 2090 reserviert; sollten sie alle lückenlos vergeben worden sein, wurden 50 Fahrzeuge gebaut. Im November 1909 erhielt der Wagen von dem örtlich und sachlich zuständigen Inspecteur des Mines seine allgemeine Betriebserlaubnis. 
Sein Vierzylindermotor hatte eine Bohrung von 120 und einen Hub von 140 mm, also einen Hubraum von 6333 cm³. Steuerlich war das Auto mit 36 CV fiscaux eingestuft, die effektive Leistung ist nicht bekannt.
Das Getriebe hatte vier Vorwärtsgänge und einen Rückwärtsgang. Der Antrieb erfolgte über eine Kardanwelle auf die Hinterachse. Das Fahrzeug hatte Rechtslenkung.